# Řád Austrálie
Řád Austrálie (anglicky Order of Australia) je australské vyznamenání, které je udíleno občanům Austrálie i cizím státním příslušníkům za vynikající úspěchy či za jejich službu. Byl založen 14. února 1975 královnou Alžbětou II. na radu tehdejšího premiéra Gougha Whitlama. Před založením tohoto řádu mohli Australané obdržet britská vyznamenání, která byla udílena paralelně s australskými až do roku 1992.
Jmenování do řádu provádí generální guvernér "se souhlasem panovníka" na doporučení Rady pro Řád Austrálie. Členové vlády se nepodílejí na nominaci na jmenování do řádu s výjimkou vojenských a čestných vyznamenání. Australský král je suverénní hlavou řádu a generální guvernér Austrálie je hlavním společníkem a kancléřem řádu.

## Historie

### Pozadí
Jakožto členové Britského impéria, mohli obyvatelé kolonií a později federativního národa Austrálie získat britská vyznamenání. Nicméně po korupčním skandálu cash-for-hounours, ke kterému došlo ve Spojeném království v roce 1922, rostla kritika aristokratické povahy existujících vyznamenání. Snahy o zrušení těchto vyznamenání na federální i státní úrovni byly neúspěšné, přesto Australská strana práce zůstala proti nim v opozici a obecně odmítala nominovat občany na tato vyznamenání. Tento její postoj byl platný od roku 1918 a potvrzen byl i v roce 1921. V roce 1949 doporučil vládní podvýbor během Chifleyho vlády vytvoření jednotného vyznamenání s názvem Řád jižního kříže nebo Řád zlatého proutí, které mělo být založeno při australském jubileu vzniku federace v roce 1951. Avšak labouristé prohráli v roce 1949 volby a na dlouho dobu je nahradila Menziesova vláda, která podporovala stávající imperiální systém vyznamenání.

### Založení řádu
Řád Austrálie byl založen 14. února 1975 patentem královny Alžběty II. jakožto královny Austrálie, na radu labouristického premiéra Gougha Whitlama. Původně měl řád tři třídy (společník, důstojník a člen) a udílen byl ve dvou divizích, v civilní a vojenské. Whitlam již v roce 1972 oznámil, že jeho vláda nebude nadále nominovat občany Austrálie na britská vyznamenání. Tím však nebylo porušeno ústavní právo státních vlád pokračovat v těchto nominacích.
Podle tehdejšího tajemníka generálního guvernéra Davida Smitha Whitlam zuřil, když poprvé uviděl Devlinův návrh insignií nového řádu, neboť Devlin do nich zahrnul reprezentaci států (s nimiž byla Whitlamova vláda neustále ve sporu) prostřednictvím státních znaků v rámci znaku Commonwealthu.
Původní tříúrovňová struktura Řádu Austrálie byla určena podle vzoru Řádu Kanady, ačkoliv Řád Austrálie je udílen liberálněji, zejména v případě čestných ocenění. Do Řádu Kanady bylo do července 2024 jmenováno pouze 30 cizinců, zatímco do Řádu Austrálie bylo jmenováno 537 lidí, z nichž 46 získalo třídu společníka.
Reakce veřejnosti na nové vyznamenání byly smíšené. Kromě státních labouristických vlád Tasmánie a Jižní Austrálie, které souhlasily s návrhem doporučení pro nová vyznamenání, zbývající vlády potvrdily svůj závazek vůči existujícímu systému imperiálních vyznamenání. Zároveň novinové úvodníky chválily vyznamenání jakožto příklad větší nezávislosti Austrálie, zároveň poznamenávaly, že by se ocenění pravděpodobně jevila jako druhořadá. The Australian uvedl: "Britské impérium již neexistuje, to ví každý. Ale fráze "imperiální pocty" stále v sobě nese kousek královské autenticity, který jaksi předstihuje nacionalismus. V současné době se příjemce Řádu Austrálie bude pravděpodobně cítit trochu druhořadým a veřejnost s tímto názorem bude pravděpodobně souhlasit. Neradi to říkáme jako první, ale není pochyb o tom, že Řád Austrálie bude označen za Ockerovu cenu." Nové ocenění bylo také satiricky s výsměchem označováno jako "Goughovy gongy" či "Řád vombata".

### Fraserova a Hawkeho vláda
Devět měsíců poté, co byl vytvořen Řád Austrálie, Whitlamova vláda ztratila úřad. Nová Fraserova vláda se rozhodla opět vydat doporučení pro imperiální vyznamenání a zároveň zachovat a rozšířit Řád Austrálie. K řádu tak byla přidána nejvyšší třída rytíř/dáma a nejnižší třída medaile. Zároveň byla civilní divize přejmenována na obecnou divizi, aby mohla být udílena příslušníkům ozbrojených sil za nevojenské zásluhy. Tyto změny byly provedeny 24. května 1976.
Po federálních volbách v roce 1983 se labouristický premiér Bob Hawke znovu zavázal, že nominace na britská vyznamenání skončí. Během jeho prvního funkčního období nebyl udělen žádný rytířský titul a po svém znovuzvolení v roce 1986 doporučil zrušení třídy rytíř/dáma. Do té doby byl řád v této třídě udělen ve dvanácti případech.

### Obnovení a opětovné zrušení třídy rytíř/dáma
Dne 19. března 2014 australský premiér Tony Abbott poradil královně, aby obnovila třídu rytíř/dáma a královna souhlasila. Změna byla veřejně oznámena 25. března 2014. Podle nových pravidel mohli být každý rok do této třídy jmenováni až čtyři lidé.
Následně byl řád ve třídě rytíř/dáma udělen pěti lidem. Byli jimi odstupující generální guvernérka Quentin Bryce, její nástupce Peter Cosgrove, úřadující šéf obranných sil Angus Houston, úřadující guvernérka Nového Jižního Walesu Marie Bashir a princ Philip. Tato ocenění se však v australských novinách nesetkala s porozuměním, ale spíše se zděšením a výsměchem. Ocenění také bylo silně kritizováno a v průzkumu se 72 % dotázaných vyslovilo proti udělení tohoto vyznamenání princi Philipovi.
Australská strana práce pokračovala ve své opoziční politice proti této třídě. Vůdce opozice Bill Shorten v březnu 2014 prohlásil, že strana znovu tuto třídu zruší, pokud vyhraje v nadcházející federálních volbách.
Zavedení rytířské třídy bylo významným faktorem, který přiměl členy Liberální strany zpochybnit Abbottovo vedení, přičemž Malcolm Turnbull uspěl v září 2015 ve výzvě o převzetí premiérského úřadu. Dva měsíce po svém nástupu do funkce Turnbull oznámil, že královna schválila jeho návrh o zrušení třídy rytíř/dáma. Stávající udělená vyznamenání však zůstala zachována. Změny regulí řádu byly zveřejněny 22. prosince 2015.

## Pravidla udílení
Od roku 1976 může každý občan Austrálie nominovat kohokoliv na toto vyznamenání. Lidem, kteří nejsou občany Austrálie, může být uděleno čestné členství v řádu na všech úrovních. Nominace jsou předávány Radě pro Řád Austrálie. Tato rada se skládá z 19 členů, z nichž je sedm členů vybráno australským premiérem, osm jich je jmenováno vládami jednotlivých států a území a tři členové jsou zde ex officio (náčelník obranných sil, místopředseda Federální výkonné rady a státní úředník zodpovědný za vyznamenání).
Rada pro Řád Austrálie dává doporučení generálnímu guvernérovi. Ocenění jsou vyhlašováni na Australia Day a ve státní svátek King's Birthday. Mohou být také vyhlášeni zvláštním oznámením generálního guvernéra (jedná se obvykle o čestná vyznamenání) a při jmenování nového generálního guvernéra. Úřadující generální guvernér předává vyznamenaným insignie řádu.
Jmenování do řádu lze provést i posmrtně, pokud byla osoba navřena na vyznamenání za svého života. Příjemci ocenění mohou následně z řádu vystoupit či být ze závažných důvodů z řádu vyloučeni.
Oznámení o všech uděleních vyznamenání, jejich zrušení i odstoupení jsou zveřejňována v Commonwealth Gazette. Nominační formuláře jsou důvěrné a nevztahuje se na ně zákon o svobodě informací z roku 1982. Důvěrné zůstává i jednání rady a důvody pro přijetí či zamítnutí jednotlivých nominací.
Jednotlivé třídy se udílí za různé úrovně úspěchu nominovaných. Třída rytíř/dáma byla udílena v obecné divizi za mimořádný a prvořadý úspěch a zásluhy nejvyššího stupně ve službě Austrálii nebo lidstvu obecně. V letech 1976 až 1986 byla roční kvóta pro udělení této třídy dvě osoby, v letech 2014 až 2015 pak osoby čtyři. Třída společníka v obecné divizi je udílena za významný úspěch a zásluhy nejvyššího stupně ve službě Austrálii či lidstvu obecně. V případě vojenské divize je tato třída udílena za vynikající službu při plnění svých povinností s velkou odpovědností. V letech 1975 až 2003 byla roční kvóta pro udělení této třídy stanovena na 25 lidí, v letech 2003 až 2016 na 30 lidí a od roku 2016 na 35 lidí. Třída důstojníka v obecné divizi je udílena za významnou službu vysokého stupně pro Austrálii nebo lidstvo obecně. V případě vojenské divize je udílena za významnou službu na odpovědných pozicích. V letech 1975 až 2003 byla roční kvóta pro udělení této třídy stanovena na 100 lidí, v letech 2003 až 2016 na 125 lidí a od roku 2016 je to 140 osob. Třída člena v obecné divize je udílena za službu v určité lokalitě nebo oblasti lidské činnosti. V případě vojenské divize je udílena za výjimečnou službu či výkon svých povinností. V letech 1975 až 2003 byla roční kvóta pro udělení této třídy stanovena na 225 lidí, v letech 2003 až 2016 na 300 lidí, v letech 2016 až 2018 na 340 osob a od roku 2018 na 365 osob. Třída medaile se v obecné divizi udílí za službu hodnou zvláštního uznání a ve vojenské divizi za záslužnou službu nebo výkon svých povinností. V této třídě neexistuje roční kvóta pro její udělení.

## Členství v řádu
Král Karell III., ještě v době kdy byl princem z Walesu, byl 14. března 1981 jmenován rytířem Řádu Austrálie. Vzhledem ke skutečnosti, že není australským občanem, mělo být jeho vyznamenání pouze čestné. K překonání tohoto problému bylo jeho jmenování provedeno dodatkem k regulím Řádu Austrálie zvláštním patentem podepsaným královnou Alžbětou II. na doporučení premiéra Malcolma Frasera.
V březnu 2014 byla obnovena třída rytíř/dáma premiérem Tonym Abbottem, která byla zrušena v roce 1986 premiérem Bobem Hawkem. Abbott zároveň oznámil, že budoucí jmenování do této třídy bude pouze na doporučení premiéra, nikoliv Rady Řádu Austrálie, jak je tomu v případě nižších tříd. V souladu s v té době platnými stanovami, byl v roce 2015 jmenován rytířem princ Philip, vévoda z Edinburghu na základě patentu podepsaného královnou dne 7. ledna 2015.

### Čestné členství
Do Řádu Austrálie mohou být jmenováni i lidé, kteří nejsou občany Austrálie. Avšak tito lidé se stávají pouze čestnými členy. Zásluhy těchto lidí ani jejich činnost nemusí být bezpodmínečně spojena s Austrálií, i když tomu tak často je. K 1. červenci 2024 bylo uváděno čestné jmenování 46 společníků, 118 důstojníků, 175 členů a udělení 199 čestných medailí.
Mezi čestné příjemce tohoto vyznamenání patří i herec Mel Gibson, bývalý americký generál David Petraeus, americký bankéř a ekonom James Wolfensohn, bývalý japonský premiér Šinzó Abe, myanmarská politička Aun Schan Su Ťij, bývalá chilská prezidentka Michelle Bachelet, Matka Tereza, Jacques-Yves Cousteau, britský hudebník Barry Gibb, bývalý singapurský premiér Goh Chok Tong, novozélandský politik John Key, bývalý prezident Jihoafrické republiky Nelson Mandela, americký politik James Mattis, dirigent Zubin Mehta, řecký politik Konstantinos Mitsotakis, turecký politik Turgut Özal, první malajsijský premiér Tunku Abdul Rahman, východotimorský politik José Ramos-Horta, francouzský politik Michel Rocard, nizozemský politik Mark Rutte, novozélandská pěvkyně Kiri Te Kanawa, japonský průmyslník Eidži Tojoda, dánský architekt Jørn Utzon, indonéský politik Susilo Bambang Yudhoyono či švýcarský biolog a imunolog Rolf Martin Zinkernagel.

### Rozdělení podle pohlaví
Od roku 1975 tvoří ženy mezi příjemci tohoto řádu pouze lehce přes 30 %. Počet nominací žen na toto ocenění však roste. V roce 2023 během Australia Day Honors 2023 bylo mezi oceněnými 47,1 % žen (v obecné divizi 47,9 %).

### Celkový počet udělených vyznamenání
K červenci 2024 bylo od založení řádu uděleno:
|                                 | Všechny třídy | Rytíř/dáma  | Společník | Důstojník | Člen   | Medaile |
| ------------------------------- | ------------- | ----------- | --------- | --------- | ------ | ------- |
| Obecná i vojenská divize        | 44 484        | 19          | 580       | 3 198     | 11 635 | 29 052  |
| Vojenská divize                 | 3 101         | nevytvořena | 26        | 296       | 1 360  | 1 419   |
| Čestná ocenění, obecná divize   | 311           | 0           | 45        | 95        | 171    |         |
| Čestná ocenění, vojenská divize | 27            | nevytvořena | 1         | 26        | 3      |         |
| Celkem čestných ocenění         | 537           | 0           | 47        | 121       | 174    | 199     |
| Celkem                          | 47 869        | 19          | 647       | 3 615     | 13 169 | 30      |

## Insignie
Řádový odznak má tvar konvexního kotouče, který je v případě třídy rytíř/dáma a třídy společník zlatý, v ostatních třídách pozlacený, představuje květ mimózy. Uprostřed je medailon představující moře. V tomto medailonu je slovo AUSTRALIA pod dvěma větvičkami mimózy. Odznak je převýšen korunou svatého Eduarda. V případě třídy společníka je řádový odznak zdoben citríny, medailon je modře smaltovaný a smaltovaná je i koruna. V případě odznaku ve třídě důstojníka má řádový odznak stejnou podobu, chybí pouze citríny. V případě třídy člena je smaltovaná pouze koruna a v případě třídy medaile není smalt použit vůbec. Ve třídě rytíře či dámy, se řádový odznak podobá odznaku třídy společníka, ale uprostřed medailonu je vyobrazen státní znak Austrálie.
Řádová hvězda má tvar konvexního zlatého kotouče zdobeného citríny, s modře smaltovaným korunovaným vnitřním medailonem s vyobrazením státního znaku Austrálie. Řádová hvězda náležela zrušené třídě rytíř/dáma.
Stuha má barvu královské modři s centrálním pruhem z květů mimózy. V případě vojenské divize je stuha lemována na obou stranách proužkem širokým 1,5 mm ve zlaté barvě.
K insigniím patří také zlatá jehlice do klopy, která je určená pro každodenní nošení. V případě tříd rytíř/dáma a společník je na jehlici použit citrín, v případě tříd důstojníka a člena je střed jehlice modře smaltovaný a v případě medaile je střed jehlice hladký.

Autorem vzhledu řádových insignií je Stuart Devlin.

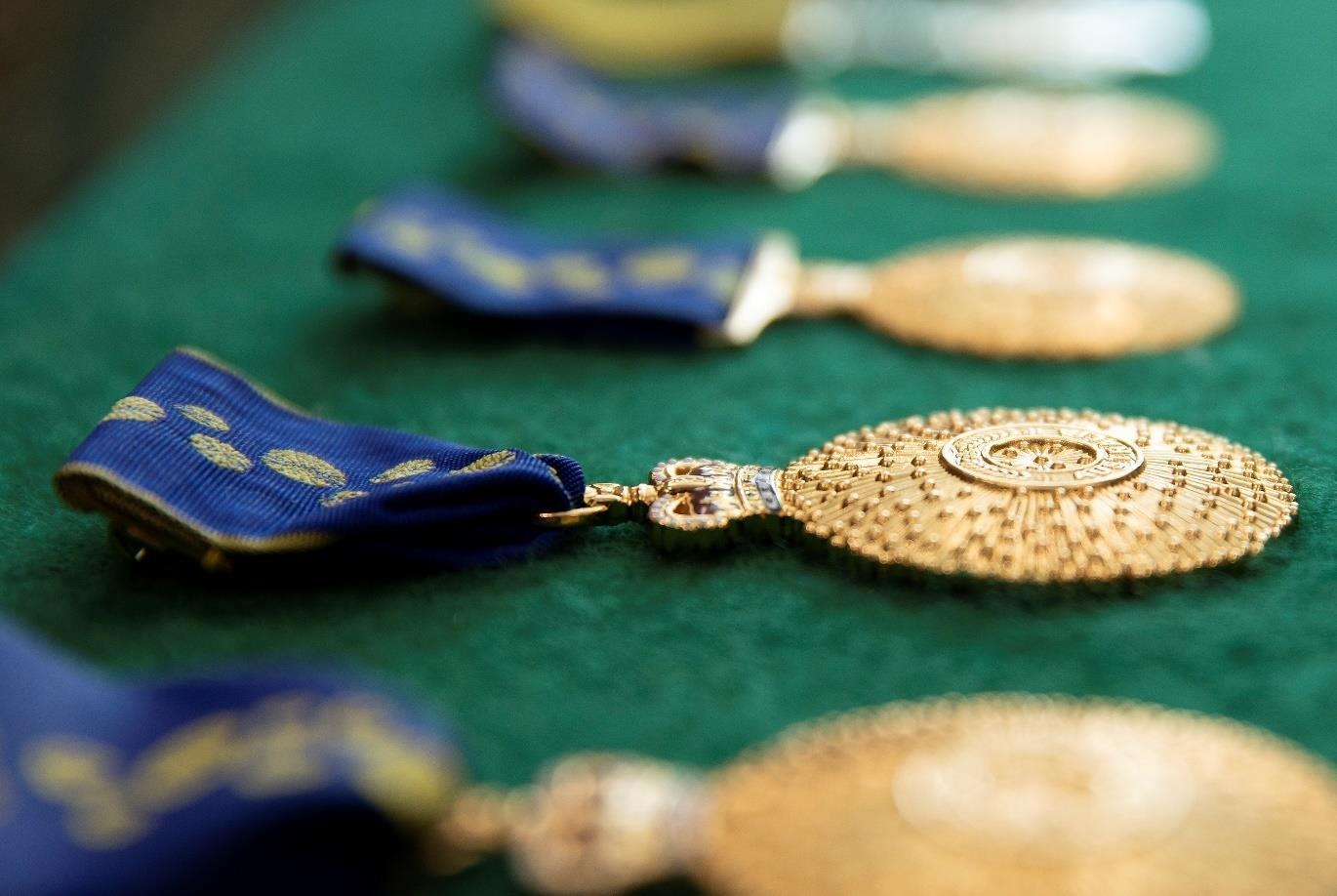
Insignie třídy člena připravené k předání oceněným
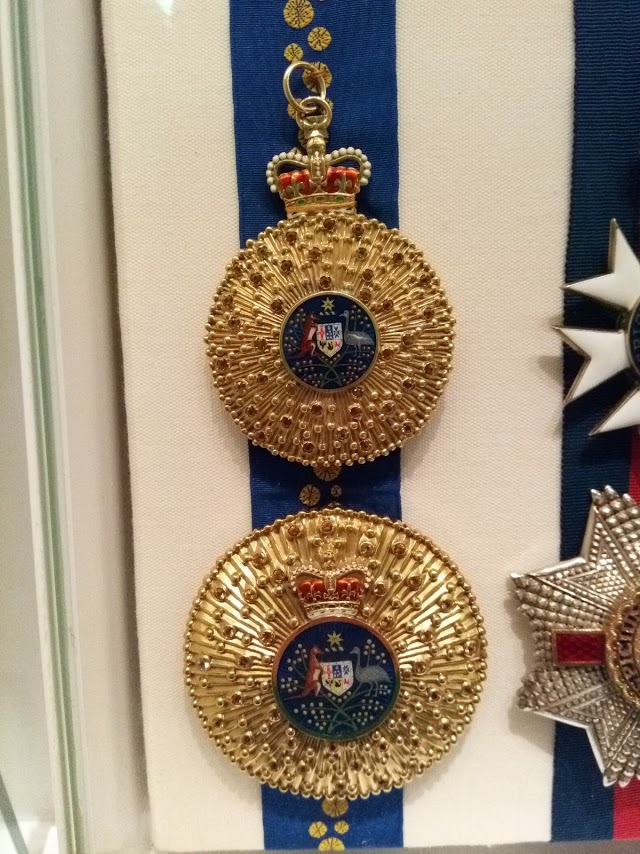
Insignie řádu ve třídě rytíře
Královna Alžběta II. s Řádem Austrálie

## Třídy
Řád je udílen v obecné a vojenské divizi. Každá z divizí je udílena ve čtyřech třídách. Čestná vyznamenání v libovolné třídě mohou být udělena osobám, které nejsou občany Austrálie. Čestná vyznamenání se nepočítají do ročních kvót.
- rytíř/dáma Řádu Austrálie (AK/AD) – Tato třída již není udílena. Řádový odznak se v případě mužů nosí na stuze kolem krku, v případě dam na mašli na levém rameni. Avšak i dámy mohou nosit odznak kolem krku, pokud si to přejí. Této třídě náleží i řádová hvězda.[4][15][25][pozn. 3]
- společník Řádu Austrálie (AC) – Tato třída může být ročně udělena 35 lidem. Řádový odznak se v případě mužů nosí na stuze kolem krku, v případě dam na mašli na levém rameni. Avšak i dámy mohou nosit odznak kolem krku, pokud si to přejí. Této třídě již řádová hvězda nenáleží.[4]
- důstojník Řádu Austrálie (AO) – Tato třída může být ročně udělena ve 140 lidem. Řádový odznak se v případě mužů nosí na stuze kolem krku, v případě dam na mašli na levém rameni. Avšak i dámy mohou nosit odznak kolem krku, pokud si to přejí.[4]
- člen Řádu Austrálie (AM) – Tato třída může být ročně udělena v 365 lidem. Řádový odznak se v případě mužů nosí na stuze na levé straně hrudi, v případě dam na mašli na levém rameni. Avšak i dámy mohou nosit odznak stejně jako muži, pokud si to přejí.[4][45]
- medaile Řádu Austrálie (OAM) – V této třídě neexistuje limit pro její udělení. Řádový odznak se v případě mužů nosí na stuze na levé straně hrudi, v případě dam na mašli na levém rameni. Avšak i dámy mohou nosit odznak stejně jako muži, pokud si to přejí.[pozn. 4]